# プトレマイオス6世
プトレマイオス6世フィロメトル（ギリシア語: Πτολεμαῖος Φιλομήτωρ、紀元前186年頃 - 紀元前145年）は、プトレマイオス朝のファラオ（在位：紀元前180年 - 紀元前145年）。

## 生涯

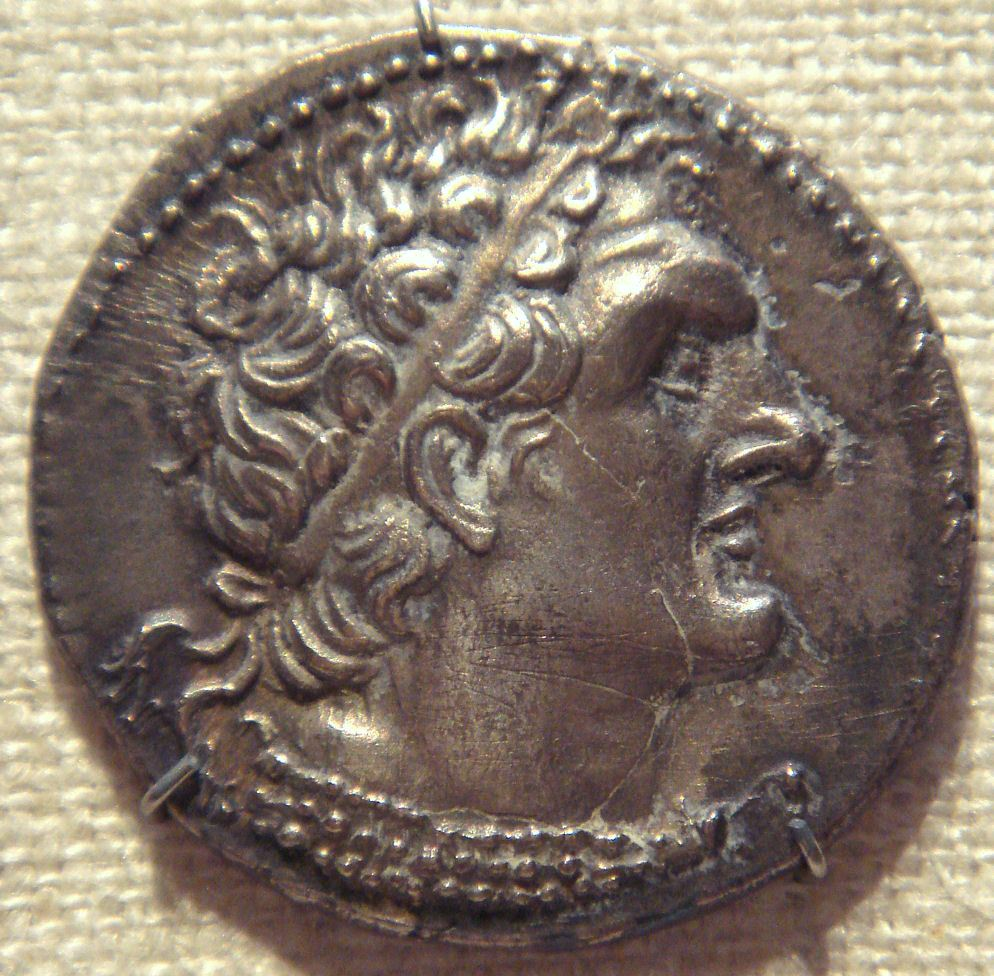
プトレマイオス6世の硬貨

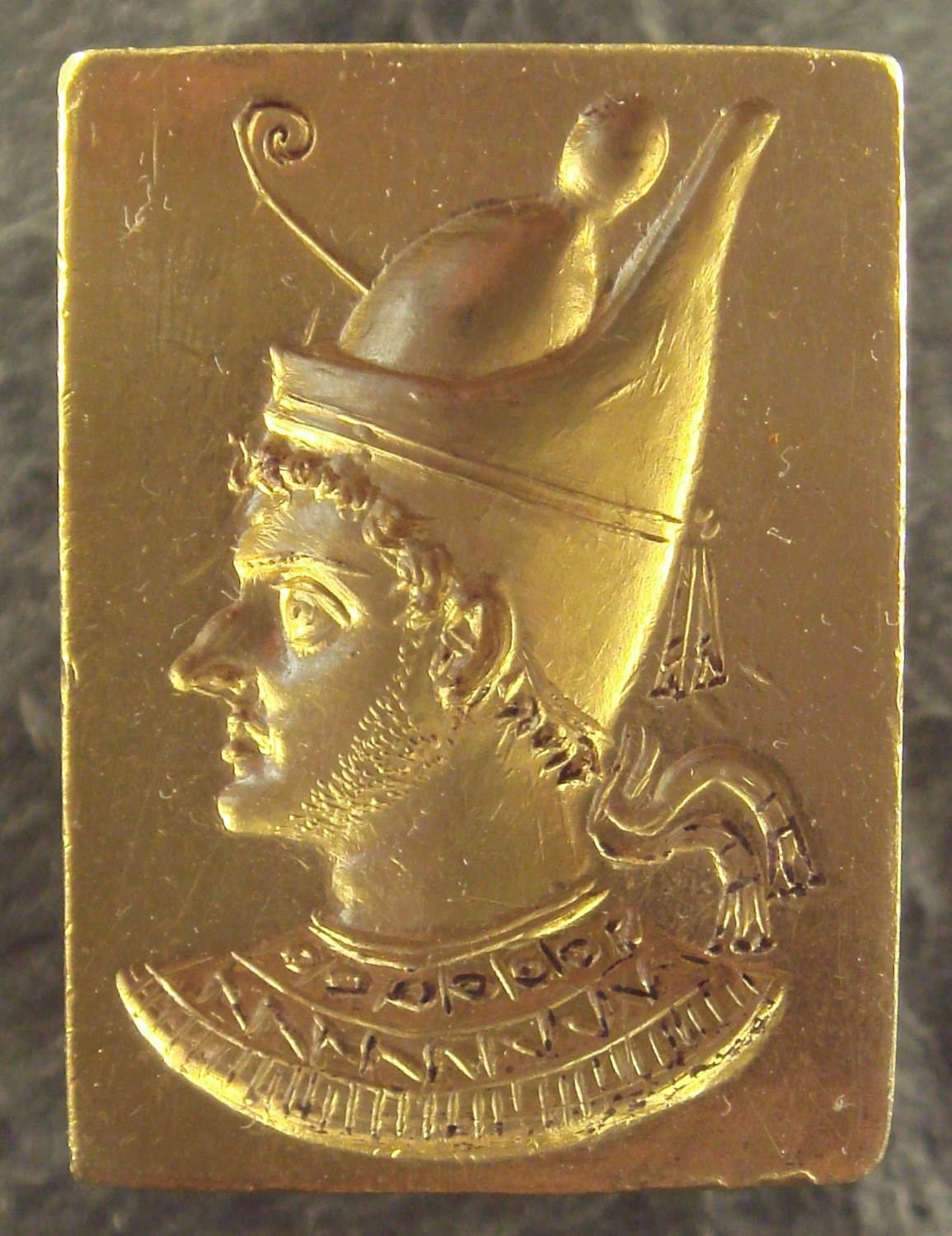
プトレマイオス6世の指輪（ルーヴル美術館所蔵）

プトレマイオス6世は紀元前180年、6歳の時に王位を継ぎ、母のクレオパトラ1世が亡くなる紀元前176年まで共同で統治を行った。翌年、彼は妹のクレオパトラ2世と結婚した。
紀元前170年、セレウコス朝のアンティオコス4世は第6次シリア戦争を起こし、2度にわたってエジプトに侵攻した。アンティオコス4世は紀元前168年に王位を宣言したが、共和制ローマの干渉を受けて断念した。
紀元前169年から紀元前164年にかけて、エジプトでは、プトレマイオス6世、妹で后のクレオパトラ2世、弟のプトレマイオス8世による三頭政治が行われた。紀元前164年、彼は弟に国を追われ、ローマのマルクス・ポルキウス・カト・ケンソリウスに支援を求めた。彼は翌年、王位を回復した。
紀元前152年、彼は短い期間、息子のプトレマイオス・エウパトルと共同統治を行ったが、この年にプトレマイオス・エウパトルは死んだと考えられている。